# Acanthodiphrus conspersus
Acanthodiphrus conspersus är en insektsart som beskrevs av Walker, F. 1871. Acanthodiphrus conspersus ingår i släktet Acanthodiphrus och familjen vårtbitare. Inga underarter finns listade i Catalogue of Life.